# Carl Pomerance
Carl Bernard Pomerance (ur. 1944 w Joplin w stanie Missouri) – amerykański matematyk, specjalista w dziedzinie teorii liczb. 

## Życiorys
Studiował na Brown University, następnie doktoryzował się na Uniwersytecie Harvarda. W swojej pracy doktorskiej ("An odd perfect number is divisible by at least seven distinct primes") dowiódł, że każda nieparzysta liczba doskonała musi posiadać co najmniej siedem różnych czynników pierwszych. Później pracował także na Uniwersytecie Georgii oraz w Dartmouth College. 
Opublikował 20 prac naukowych we współpracy z Paulem Erdősem. Sławę przyniosło mu odkrycie algorytmu faktoryzacji zwanego sitem kwadratowym (1981), a także odkrycie testu pierwszości APR (wraz z Leonardem Adlemanem i Robertem Rumely).